# Wassersportschuh

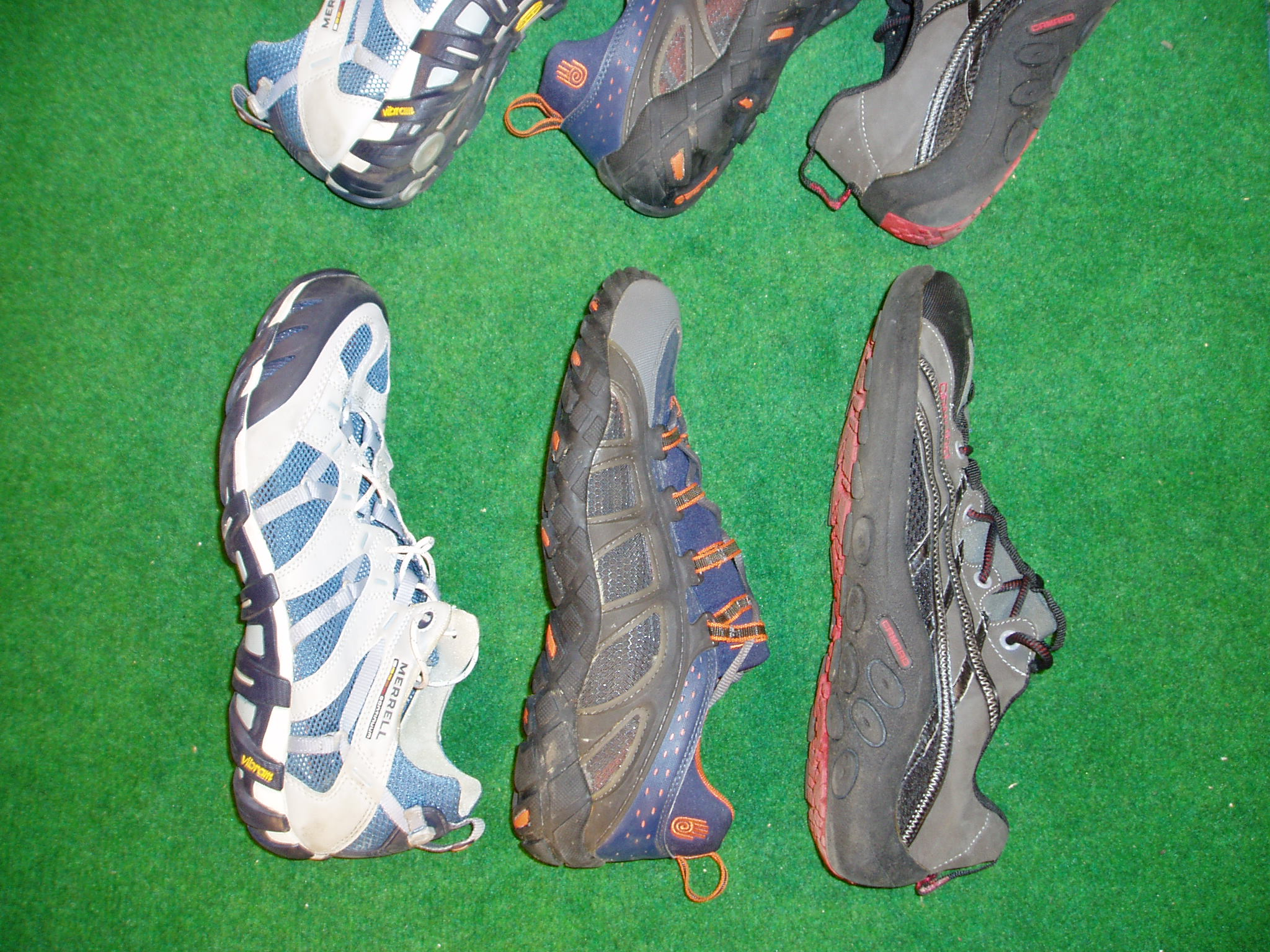
Drei Paar Wasserschuhe

Ein Wassersportschuh (auch Wasserschuh oder Aqua Schuh) ist ein spezieller Sportschuh für den Wassersport. Im Vergleich zum Füßling aus dem Tauchsport hat er einen festeren Schuhboden, und im Vergleich zu Outdoorsandalen schützt er als Halbschuh den Fuß rundum und bietet einen besseren Halt. Optisch ähnelt er eher einem Laufschuh ohne Zwischensohle und Fersenkeil, damit er auch in den engen Fußraum eines Kajaks passt. Darüber hinaus bietet er den Füßen mehr Ventilation als Schuhe aus Neopren.